# Municipio de Macon (Míchigan)
El municipio de Macon (en inglés: Macon Township) es un municipio ubicado en el condado de Lenawee en el estado estadounidense de Míchigan. En el año 2010 tenía una población de 1486 habitantes y una densidad poblacional de 17,55 personas por km².

## Geografía
El municipio de Macon se encuentra ubicado en las coordenadas 42°2′24″N 83°49′40″O / 42.04000, -83.82778. Según la Oficina del Censo de los Estados Unidos, el municipio tiene una superficie total de 84.66 km², de la cual 84.65 km² corresponden a tierra firme y (0.01%) 0.01 km² es agua.

## Demografía
Según el censo de 2010, había 1486 personas residiendo en el municipio de Macon. La densidad de población era de 17,55 hab./km². De los 1486 habitantes, el municipio de Macon estaba compuesto por el 91.99% blancos, el 5.65% eran afroamericanos, el 0.61% eran amerindios, el 0.07% eran asiáticos, el 0.34% eran isleños del Pacífico, el 0.4% eran de otras razas y el 0.94% pertenecían a dos o más razas. Del total de la población el 2.36% eran hispanos o latinos de cualquier raza.